# گرین‌پورت وست (نیویورک)
گرین‌پورت وست (به انگلیسی: Greenport West) یک منطقهٔ مسکونی در ایالات متحده آمریکا است که در شهرستان سافک، نیویورک واقع شده‌است. گرین‌پورت وست ۸٫۶ کیلومتر مربع مساحت و ۲٬۱۲۴ نفر جمعیت دارد.